# جيفرسون سوزا أرواخو مينيزيس
جيفرسون سوزا أرواخو مينيزيس (20 أبريل 1988 في البرازيل - ) هو لاعب كرة قدم برازيلي في مركز الوسط. لعب مع نادي غوياس وCapital CF ‏ وVotoraty Futebol Clube ‏.